# 83-й ракетний полк (СРСР)
83-й ракетний полк (в/ч 01041) — військова частина у складі Ракетних військ стратегічного призначення Збройних сил СРСР і України.

## Історія полку
83-й ракетний полк сформований 19 липня 1961 року в м. Уссурійськ Приморського краю Росії на підставі директиви Міністерства оборони СРСР від 5 квітня 1961 року № ОРГ/9/592 і директиви від 13 квітня того ж року № 644677. Після формування і навчання дивізіонів, у серпні 1962 року на полігоні Капустин Яр були проведені пуски ракет 8К65. 16 жовтня 1962 року полку вручений Бойовий прапор.
З липня 1961 по серпень 1969 року полк входив до складу 60-ї ракетної дивізії 9-го окремого ракетного корпусу.
У березні 1963 року з Уссурійська залізницею до порту Ваніно, а далі — на вантажних теплоходах морем полк був передислокований до порту Анадир. З травня 1963 по серпень 1969 року 83-й ракетний полк дислокувався у м. Анадир Чукотського автономного округу Росії. Бойове чергування полк ніс з 30 січня 1964 року.
1 червня 1969 року полк знятий з бойового чергування й до серпня того ж року був передислокований до м. Первомайськ Миколаївської області, де увійшов до складу 46-ї ракетної дивізії. Тут особовий склад приступив до освоєння нового ракетного комплексу УР-100 (8К84) «ОС».
22 жовтня 1975 року полк знятий з бойового чергування у зв'язку з переозброєнням на новий ракетний комплекс 15ПО30 (УР-100Н). 19 серпня 1976 року полк знову заступив на бойове чергування на новому ракетному комплексі.
У липні 1981 року внаслідок короткого замикання АКБ у 6-му відсіку УКП виникла пожежа. Вжитими черговою зміною екстреними заходами пожежу ліквідували, а офіцерів обслуги нагородили медалями «За бойові заслуги».
83-й ракетний полк ніс бойове чергування до 1 грудня 1997 року, після чого розформований.

## Командири полку
- полковник Драволін Максим Васильович (1961—1963);
- полковник Жирний Петро Григорович (1963—1965);
- полковник Шуренков Іван Андрійович (1965—1975);
- полковник Корнєв Віктор Олексійович (1975—1980);
- полковник Андомін Сергій Павлович (1980—1986);
- підполковник Фартушний Сергій Маркович (1986—1991);
- підполковник Вайлупов Олександр Михайлович (1991—1994);
- підполковник Мохниця Михайло Петрович (1994—1997).